# Austin (bilmærke)
 For alternative betydninger, se Austin. (Se også artikler, som begynder med Austin)
Austin var en britisk bilfabrikant, grundlagt i 1905 af Herbert Austin som The Austin Motor Company Limited i Longbridge nær Birmingham. Virksomheden blev i 1952 fusioneret med Morris Motors Limited og dannede British Motor Corporation (BMC) Limited, der videreførte de to mærker hver for sig. British Motor Corporation blev i 1966 fusioneret med Jaguar og i 1968 med Leyland til British Leyland Motor Corporation (BLMC), der fortsatte med at anvende mærket for sine mellemklassebiler. BLMC udskilte senere Austin til divisionen Austin Rover, der senere skiftede navn til Rover Group. Mærket blev udfaset i 1987 og Rover Group blev i 1994 solgt til BMW, der i 2000 solgte mærket til MG Rover Group, der i 2005 gik konkurs, hvorefter mærket blev købt af Nanjing Automobile, der kort efter blev overtaget af kinesiske SAIC Motor, der i dag er ejer af mærket. 

## Historie

### Grundlæggelse, udvikling og første verdenskrig
Firmaet blev grundlagt i 1905 af Baron Herbert Austin, der indtil da havde arbejdet for The Wolseley Sheep Shearing Machine Company i Birmingham. Herbert Austin var ivrig bilentusiast og havde siden 1895 bygget biler i sin fritid. The Wolseley Sheep Shearing Machine Company så ikke kommercielle muligheder i bilproduktion, men de var indstillede på, at lade Herbert Austin bruge Wolseley-navnet til bilproduktion, så Austin grundlagde med Hiram Maxim og brødrene Vickers i stedet bilfabrikken Wolseley Motors. Wolseley Motors blev hurtigt Storbritanniens største bilproducent, men i 1905 opstod uenighed mellem Herbert Austin og Albert Vickers over tekniske løsninger til virksomedens motorer, hvorfor Herbert Austin med økonomisk støtte fra stålmagnaten Frank Kayser forlod Wolseley og i stedet i slutningen af 1905 stiftede The Austin Motor Company Limited, der fik lokaler i den lille landsby Longbridge lidt uden for Birmingham. I slutningen af april 1906 trodsede et stort antal motorentusiaster store snemængder for at være til stede ved Herbert Austin præsentation af sin første Austin: En fircylindret model med kædetræk, der kunne leveres med 15, 20 eller 25 hestekræfter til en pris mellem 500 og 650 britiske pund.
Austin havde brug for yderligere kapital, og i 1906 blev Harvey Du Cros jr. fra Swift Motor Company medejer af The Austin Motor Company med ca. halvdelen. Ligesom Wolseleys biler var også Austins biler luksusbiler, der blev solgt til adelige og overklassen i ind- og udland.
The Austin Motor Company blev noteret på børsen i 1914 og var formentlig den femtestørste britiske bilproducent efter Wolseley, Humber, Sunbeam og Rover. Austin fremstillede på det tidspunkt en række bilmodeller (tourere landauere, limousiner og coupéer) med op til 60 hk, men fremstillede også ambulancer og varevogne.
Udbruddet af første verdenskrig medførte en voldsom vækst i The Austin Motor Co., da virksomheden fik en række kontrakter fra den britiske regering til produktion af fly, granater, tunge våben, generatorer og 1.600 tunge lastbiler, hvoraf en stor del blev sendt til Rusland på østfronten. Antallet af arbejdere steg fra omkring 2.500 til 22.000.

### 1919-1939: Mellemkrigstiden
Efter afslutningen af første verdenskrig gik Herbert Austin over til en strategi med produktion af en enkelt grundmodel, der blev baseret på en motor med 20 hk (modellen 3620). Der blev fremstillet flere versioner på grundmodellen, herunder en traktor, men Austin opnåede ikke tilstrækkelig salg til at udfylde den enorme produktionskapacitet, der var opbygget under verdenskrigen. Selskabet måtte rekonstrueres i 1921, men genopstod herefter.
For at vinde markedsandele introducerede Austin en række mindre biler. De var blandt de første, der var rettet mod det voksende massemarked for biler, der opstod efter krigen, hvor biler ikke længere var forbeholdt en lille elite. Austin introducerede Twelve med en 1661cc-motor og senere samme år Seven, en billig, lille og enkel bil. Det britiske skattesystem favoriserede små biler, idet der betaltes en motorafgift afhængig af motorstørrelse. Eksempelvis betalte en ejer af en Austin 7 i 1930 en årlig afgift på $39 i modsætning til ejeren af en amerikansk Ford A, der blev pålagt en årlig afgift på $120. Austin 7 blev en succes og Austin var i 1930 den britiske bilproducent, der fremstillede flest biler.
Austin 7 blev i mellemkrigstiden også solgt på licens i udlandet. I Tyskland producerede BMW modellen som Dixi, i Frankrig blev den produceret af Rosengart og i Japan af Datsun. I USA blev etableret et Austin-datterselskab, der solgte bilen som American Bantam. Salget i USA af den lille bil var dog beskedent, men i Japan var bilen en stor succes og hjalp Datsun (senere Nissan) til at udvikle sin virksomhed.

### 1939–1958: 2. verdenskrig og årene efter
Under 2. verdenskrig fortsatte Austin med at fremstille biler, men fremstillede også lastbiler og fly, herunder dele til bombeflyene Short Stirling og Avro Lancaster. I 1944 annoncerede Austin nye bilmodeller, der blev sat i produktion i 1945. Modellerne var baseret på modellerne fra før krigen, men motorerne havde opgraderede ventiler.  
Fra 1950 begyndte Austin at markedsføre sig som Austin of England formentlig som et modsvar til ærkerivalen Morris Motors markedsføring som Nuffield Organization. Men allerede i 1952 fusionerede Austin med rivalen Morris. Det fusionerede firma fik navnet The British Motor Corporation Limited, og fik Leonard Lord som administrerende direktør. William Morris blev formand, men Lord forsikrede, at Austin var den dominerende partner i fusionen. Det fusionerede firma bevarede hver af de to mærker, der fortsat fremstillede deres køretøjer på hver deres fabrik, Austin i Longbridge og Morris i Cowley. Austins motorer blev dog benyttet af begge mærker, ligesom de enkelte modeller var stort set identiske, bortset fra de forskellige emblemer og mindre visuelle forskelle. Distributionen fortsatte ligeledes i to parallelle salgsorganisationer.
Samme år som fusionen med Morris indgik Austin en aftale med motorkonstruktøren Donald Healey, hvilket ledte til et nyt mærke, Austin-Healey, og en serie af sportsvogne.

### 1959–1969: Tekniske nyskabelser og Mini'en
Efter energikrisen, der fulgte af den fejlslagne britiske involvering Suez-krigen i 1956, bad direktøren for BMC, Leonard Lord, Morris' konstruktør Alec Issigonis om at konstruere en lille bil. Resultatet blev den nyskabende Mini, der blev introduceret i 1959. Austins udgave af bilen blev oprindeligt kaldt Austin Seven, men Morris' Mini Minor viste sig at være et stærkere mærke, og Morris' version solgte bedre end søstermodellen fra Austin, hvorfor Austins model også blev kaldt Mini. Bilen blev i Danmark solgt som Morris Mascot. Efter BMC var blevet lagt under British Leyland (BLMC) i 1968, valgte BLMC i 1970 at opgive den dobbelte markedsføring af Austins og Morris' Mini modeller, og modelen blev herefter blot kaldt "Mini".
Det revolutionerende princip med en tværliggende motor med gearkasse i bunden og forhjulstræk blev anvendt i senere og større biler, herunder i Austin 1100 fra 1963, 1800 fra 1964 og Maxi fra 1969. BMC var den første britiske producent, der i så vidt omfang benyttede forhjulstræk. I Storbritannien introducerede europæisk Chrysler først forhjulstræk i 1975, Ford i 1976 og Vauxhall i 1979. Forhjulstræk var dog populært i resten af Europa, og forhjulstræk blev benyttet på modeller fra franske Renault og Citroën omkring tidspunktet, hvor BMC introducerede sine forhjulstrukne modeller.

### 1970–1979: Turbulente år
Ved indgangen til 1970'erne var Austin en del af British Leyland (BLMC), der havde samlet stort set hele den britisk ejede bilindustri under sig. Austin og Morris var de førende mærker i BLMC's afdeling for massemarkedsbiler. BMC havde inden sammenlægningen til BLMC forsømt at udvikle tidssvarende biler og var ved sammelægningen afhængig af Minien og den aldrende 1100/1300-serie (der i Danmark bl.a. blev solgt som Morris Marina). BLMC  udviklede på kort tid to nye modeller til det britiske massemarked: Morris Marina og Austin Allegro, der blev sendt på markedet i 1973. Allegro blev en salgssucces i Storbritannien, men blev kritiseret for sit særprægede design og dårlige kvalitet. I 1975 introducerede BLMC en ny bil 18/22-serien, der blev solgt under Austin-, Morris- og Wolseley-mærkerne, men allerede efter seks måneder opgav BLMC strategien med salg under de forskellige mærker, og solgte herefter bilen blot som 'Princess'. Princess blev i 1981 opgraderet til Austin Ambassador, men på det tidspunkt var designet forældet, og Ambassador solgte ikke godt. 
British Leyland og Austin havde i 1970'erne tabt markedsandele til særlig de europæiske afdelinger af de amerikanske bilproducenter Ford og General Motors (Vauxhall) og var blevet nationaliseret i 1975 efter at være kollapset økonomisk. Austin stod således over for store udfordringer ved indgangen til 1980'erne. 

### 1980–1989: Austin Rover æraen og mærkets ophør
British Leyland havde op gennem 1970'erne arbejdet på konstruktion af en ny bil til afløsning for den forældede Mini. Efter mange tilløb lykkedes det endeligt i oktober 1980 at bringe en ny minibil på markedet: Austin Mini Metro, der blev anset som bilen, der skulle redde Austin og British Leyland. 21 år efter Mini'en kom på markedet, havde Austin nu en ny kompakt bil, der kunne konkurrere med konkurrenter som Ford Fiesta, Vauxhall Nova, VW Polo og Renault 5. Mini Metro blev en salgssucces og en af de bedst sælgende biler i Storbritannien i 1980'erne. Den var tænkt som en afløser til Mini'en, men Mini'en forblev i produktion og blev fortsat produceret, da Austin Metro blev udfaset. 
I 1982 blev personbilsdivisionen i det falmende British Leyland omdøbt til Austin Rover Group, hvor Austin-mærket fik rollen som den billige mellemklassebil og Rover-mærket blev anvendt til de mere prestigefyldte modeller. MG-mærket blev anvendt til sportsudgaver af Austins modeller, eksempelvis MG Metro 1300. Morris og Triumph-mærkerne blev opgivet i 1984.
Austin sendte i 1983 en ny model på markedet, Maestro, en rummelig fem-dørs hatchback, der afløste Allegro og Maxi. Maestro solgte godt i Storbritannien. I 1984 sendte Austin Montego på markedet, en sedan og en stationcar baseret på Maestro. Montego blev også en salgssucces, særlig i stationcar-versionen.
I 1986 ændrede Austin Rovers holdingselskab BL plc navn til Rover Group plc, og i 1988 blev selskabet privatiseret og solgt til British Aerospace (BAe). Samtidig blev Austin-navnet udfaset. Austin-bilerne blev stadig solgt, men nu blot uden angivelse af Austins navn og mærke. Austins emblemer og mærke blev blot udskiftet med modellens navn, eksempelvis Montego, Maestro etc. En faceliftet Metro kom i 1990 og blev solgt som Rover Metro. 

### Salg af mærket
Retten til varemærket Austin blev solgt til British Aerospace, der kort efter solgte det videre til BMW, der overtog Rover Group. BWM videresolgte i 1995 mærket til MG Rover, der kort efter gik konkurs. Konkursboet solgte mærket til kinesiske Nanjing Automobile Group, der kort tid derefter blev fusioneret ind i SAIC Motor. Der har været spekulationer om, at SAIC Motor ville tage mærket i brug igen for en kinesisk produceret Austin, men der er ikke ved udgangen af 2022 produceret Austins siden slutningen af 1980'erne. 

## Austins logo
Austins første logo blev designet af Herbertg Austin selv. Logoet forestillede et hjul med vinger og støv, der blev hvirvlet op. Logoet signalerede fart og tempo. Logoet blev kort efter suppleret med en grafisk gengivelse af navnet Austin. 
Austin udviklede efter krigen "The Flying A", der mindede om Bentleys logo, "The Flying B". The Flying A blev benyttet som kølerfigur på Austins modeller.
Under BMC's ejerskab benyttes BMC et mere stilrent logo, hvor navnet Austin blev skrevet med blokbogstaver. British Leylands benyttede under sit ejerskab logoer for de forskellige mærker, hvori indgik British Leylands cirkel-logo i kombination med det enkelte mærkes logo.
Senere blev af British Leyland benyttet et logo, hvor Leylands hjul indgik med koncernens mærker listet på skrå; Austin og Morris med blåt og Jaguar, Rover og Triumph med grønt. Logoet med de blå og grønne skråtstillede bjælker blev benyttet i varianter også uden angivelse af de enkelte mærker. Det blå/grønne logo blev til sidst også benyttet i en kombination, hvor Austin-navnet stod over de blå-grønne bjælker. 
- Austins oprindelige logo med vinger
- Front på Austin med logo, stiliseret navn og kølerfigur
- "The Flying A"
- Emblem på Austin Mini Cooper Mark II
- Austins sidste logo, der blev benyttet på modeller fra midten af 1980'erne

## Modeller

### Personbiler
- Minibiler
  - 1910–1911 Austin 7 hp
  - 1922–1939 Austin 7
  - 1959–1961 Seven, under BMC
  - 1961–1969 Mini, under BMC
  - 1980–1990 Metro, under Austin Rover
- Små familiebiler

- - 1911–1915 Austin 10 hp
  - 1932–1947 Austin 10
  - 1939–1947 Austin 8
  - 1951–1956 A30
  - 1956–1959 A35
  - 1956–1962 A35 Countryman
  - 1954–1961 Nash Metropolitan/Austin Metropolitan
  - 1958–1961 A40 Farina Mk I
  - 1961–1967 A40 Farina Mk II
  - 1963–1974 1100
  - 1967–1974 1300
  - 1973–1983 Allegro
- Mellemklassebiler

- - 1913–1914 Austin 15 hp
  - 1922–1940 Austin "Heavy" 12
  - 1927–1938 Austin 16 (16/18)
  - 1931–1936 Austin "Light" 12/6
  - 1933–1939 Austin "Light" 12/4
  - 1937–1939 Austin 14
  - 1938–1939 Austin 18
  - 1939–1947 Austin 12
  - 1945–1949 Austin 16 hp
  - 1947–1952 A40 Devon/Dorset
  - 1948–1950 A70 Hampshire
  - 1950–1954 A70 Hereford
  - 1952–1954 A40 Somerset
  - 1954–1958 A40/A50/A55 Cambridge
  - 1954–1959 A90/A95/A105 Westminster
  - 1959–1961 A55 Cambridge
  - 1959–1961 A99 Westminster
  - 1961–1969 A60 Cambridge
  - 1961–1968 A110 Westminster
  - 1964–1975 1800/2200 (ADO17)
  - 1967–1971 3-Litre
  - 1969–1981 Maxi
  - 1975–1975 1800/2200 (ADO71)
  - 1982–1984 Ambassador
  - 1983–1994 Maestro
  - 1984–1994 Montego
- Store mellemklassebiler

- - 1906–1907 Austin 25/30
  - 1906–1907 Austin 15/20
  - 1907–1913 Austin 18/24
  - 1908–1913 Austin 40 hp
  - 1908–1910 Austin 60 hp 6-cylinder
  - 1910–1913 Austin 50 hp 6-cylinder
  - 1912–1918 Austin 20 hp
  - 1914–1916 Austin 30 hp
  - 1919–1938 Austin Twenty
  - 1938–1939 Austin Twenty Eight (28/6)
  - 1947–1954 A110/A125 Sheerline
  - 1946–1956 A120 Princess
  - 1947–1956 A135 Princess
  - 1956–1959 Princess IV
- Limousiner og Landauere

- - 1906–1907 Austin 25/30
  - 1906–1907 Austin 15/20
  - 1907–1913 Austin 18/24
  - 1908–1913 Austin 40 hp
  - 1908–1910 Austin 60 hp 6-cylinder
  - 1910–1913 Austin 50 hp 6-cylinder
  - 1912–1918 Austin 20 hp
  - 1914–1916 Austin 30 hp
  - 1919–1938 Austin Twenty
  - 1927–1938 Austin 16 (16/18)
  - 1938–1939 Austin 18
  - 1938–1939 Austin Twenty Eight
  - 1947–1954 A110/A125 Sheerline
  - 1946–1956 A120 Princess
  - 1947–1956 A135 Princess
  - 1956–1959 Princess IV
- Sportsvogne

- - 1920–1923 Austin Twenty Sports Tourer
  - 1948–1950 A90 Atlantic Convertible
  - 1949–1952 A90 Atlantic Saloon
  - 1950–1953 A40 Sports
  - 1953–1956 Austin-Healey 100
  - 1958–1970 Austin-Healey Sprite
  - 1959–1967 Austin-Healey 3000
  - 1971 Austin Sprite
- Australske Austinbiler
  - 1958–1962 Austin Lancer
  - 1962–1966 Austin Freeway
  - 1970–1973 Austin Kimberley/Tasman

### Militærkøretøjer
- Austin Armoured Car - Første verdenskrig
- "Car, Light Utility 4 x 2" -  Militærudgave af Austin Ten
- Austin K2
  - Austin K2/Y - 2. verdenskrig militærambulance
  - Austin K2 brandbil
- Austin K4 - lastbil
- Austin K5 - Lastbil og artilleriplatform
- Austin K6

- 1958–1967 Austin Gipsy
- Austin Champ
- ca. 1968 Austin Ant

### London Taxier
- 1929–1934 Austin 12 Taxicab High Lot
- 1934–1939 Austin 12 Taxicab Low Loader
- 1938–1939 Austin 12 Taxicab Flash Lot
- 1948–1958 Austin FX3
- 1958–1997 Austin FX4—London Taxi

### Ambulancer
- LD3
- WWII Austin K2/Y

## Galleri
- 1907 30hp
- Twenty 3,6-liter allweather coupé fra 1920
- Austin Sixteen Westminster saloon fra 1932
- Austin Sixteen Carlton fra 1934
- Austin 18 ambulance fra 1938
- Austin A30 fra 1954
- 1963 Austin Mini
- 1969 Austin 1100
- 1974 Austin Princess